# Parafia św. Jana Chrzciciela w Grannym
Parafia pw. św. Jana Chrzciciela w Grannym – rzymskokatolicka parafia, należąca do dekanatu Ciechanowiec, diecezji drohiczyńskiej, metropolii białostockiej. Siedziba parafii mieści się w Grannym. 
Parafia została założona 7 lutego 1491 roku.

## Zasięg parafii
W granicach parafii znajdują się miejscowości:

- Głęboczek,
- Głody,
- Granne,
- Kobyla,
- Osnówka-Wyręby,
- Kruzy,
- Leśniki,
- Nowe Granne,
- Osnówka,
- Wiktorowo.